# Pont de fer (Moulins)
Pour les articles homonymes, voir Pont noir.
Le Pont de fer ou Pont noir est un ancien pont ferroviaire franchissant l'Allier à Moulins (Allier). Achevé en 1859 et long de 316,5 m, il est l'un des premiers ponts métalliques en France ce qui lui a donné son nom, son autre appellation vient de la couleur noire de ses poutres latérales en tôle rivetée. Le pont n'a plus d'usage ferroviaire depuis 2015. En 2019, des travaux ont débuté pour le transformer en pont cycliste et piéton.

## Construction

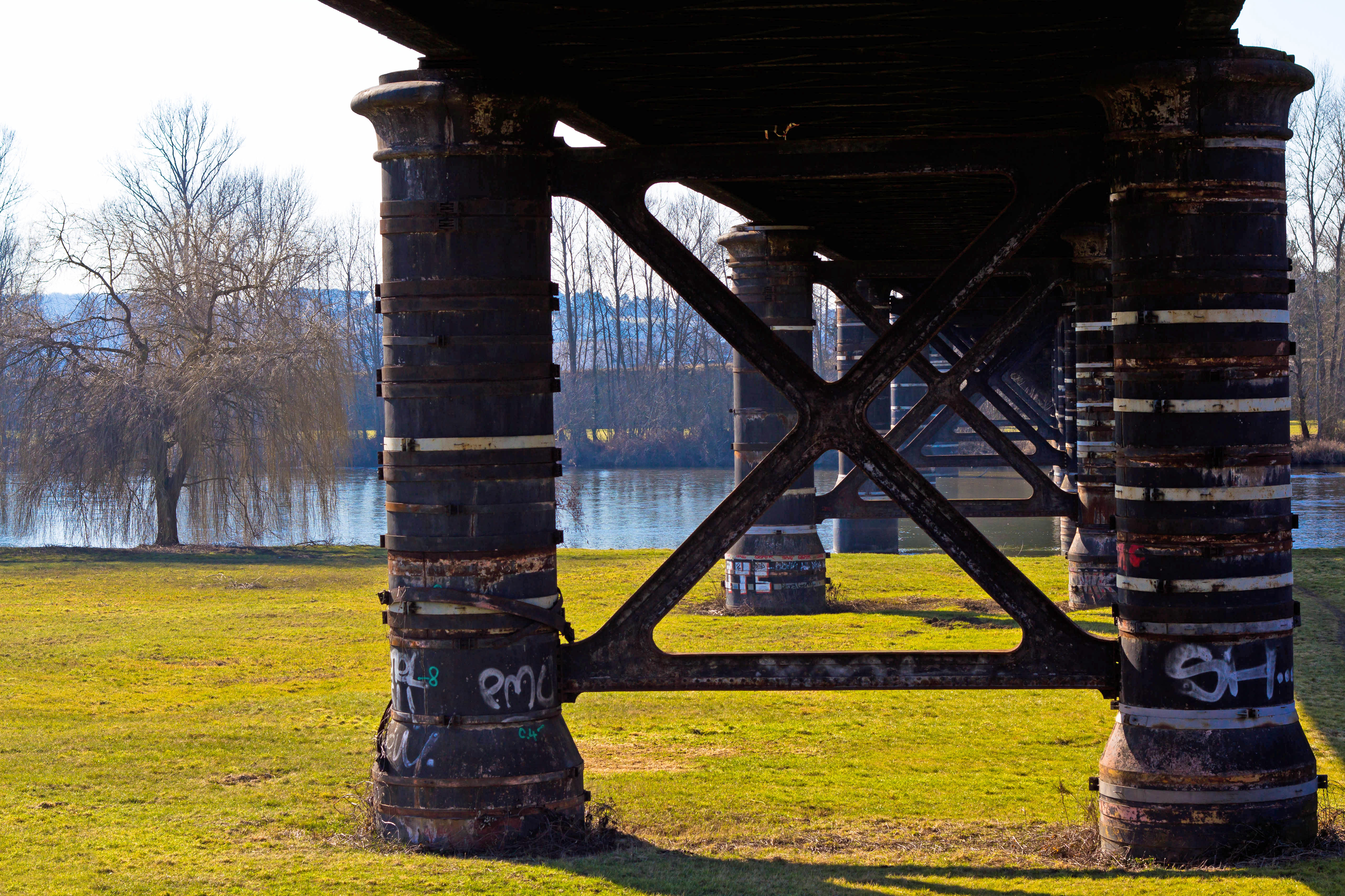
Piles du pont noir

Conçu par deux ingénieurs belges, Basile Parent et Pierre Schaken,, il est construit en amont du pont Régemortes (pont routier et alors le seul pont à Moulins franchissant l'Allier) entre octobre 1857 et juillet 1859, par la société parisienne J.F Cail & Cie pour permettre d'achever la nouvelle liaison ferroviaire entre Moulins et Montluçon. La société Cail depuis 1844 est devenu une des principales sociétés françaises dans la construction de locomotives et d'ouvrages d'arts ferroviaires métalliques.
Le pont a coûté 1 156 012 F. Il est constitué de piles formées par deux colonnes d'anneaux de fonte boulonnés entre eux et remplis de béton. Chaque colonne, d'un diamètre de deux mètres cinquante, est reliée à l'autre par deux traverses métalliques horizontales et deux autres disposées en croix de Saint-André. Entre chaque pile sont posées longitudinalement deux poutres à âme pleine en tôle rivetée, reliées entre elles par des pièces de pont formant le tablier.
Pont à poutres, il comporte neuf travées dont sept de 40 m (ou 42 m et deux à chaque extrémité, les travées de rive, de 18,25 m (ou 19,25 m), pour une longueur totale de 316,5 m et porte une voie à écartement standard. Le pont noir est alors l'un des premiers ponts métalliques en France. Il fut aussi le premier en France dont les piles furent enfoncées par air comprimé.

## Histoire
Les piles ont dû être renforcées à plusieurs occasions (1893, 1946-1947 et 1985) car les têtes de pile n'étant pas étanches, le béton avait tendance à éclater en hiver à cause du gel, fissurant les anneaux de fonte. Les viroles en fonte ont donc été renforcées par des frettes en fer puis en acier.
Construit à l'origine pour supporter deux voies ferrées, la Compagnie du chemin de fer de Paris à Orléans (PO) n'en fait poser qu'une pour opérer la ligne entre Moulins et Montluçon, qui est ouverte le 7 novembre 1859 sur la totalité de son parcours. Deux trains assurent alors la liaison quotidiennement dans chaque sens. À partir de 1886, le pont porte également une voie métrique, pour une liaison entre Moulins et Bourbon-l'Archambault.
Lors de l'invasion de la France en juin 1940, une ligne de défense est érigée sur la rive gauche de l'Allier pour essayer d'empêcher la traversée de la rivière par les Allemands. La défense du pont avait été confiée au commandant Polimann qui avait fait retraite avec une partie du 294e régiment d'infanterie depuis la Meuse. Mais à court de munitions et menacés d'encerclement après la traversée en canot plus en amont de l'infanterie allemande — une arche du pont Régemortes ayant été détruite le jour même —, Polimann et ses troupes doivent décrocher en fin de journée. Il semble que les Allemands aient pu franchir le pont ensuite, resté intact.
Après guerre, en 1947, un platelage métallique remplace le platelage en bois placé sous la voie. La voie métrique est abandonnée en 1950. La liaison voyageurs entre Moulins et Montluçon est arrêtée en 1972 et la liaison fret en 1980.
Depuis les années 1950, le pont porte une canalisation de refoulement de l'eau de la rive gauche vers les réservoirs de la rive droite.

## Pont promenade piétonnière et cycliste
Début 2018, la mairie de Moulins annonça réfléchir dans le cadre de l'aménagement des berges de l'Allier à faire du Pont de fer un pont pour piétons et vélos, SNCF Réseau resterait propriétaire mais céderait l'usage du pont à la commune. Finalement si SNCF Réseau a conservé la propriété du pont, l'usage en a été concédé à Moulins Communauté pour 30 ans, première concession de ce genre en France. Moulins Communauté finance les 3,5 millions d'euros du projet, subventionné à 67,5 % par l'État, la région Auvergne-Rhône-Alpes et le département de l'Allier.

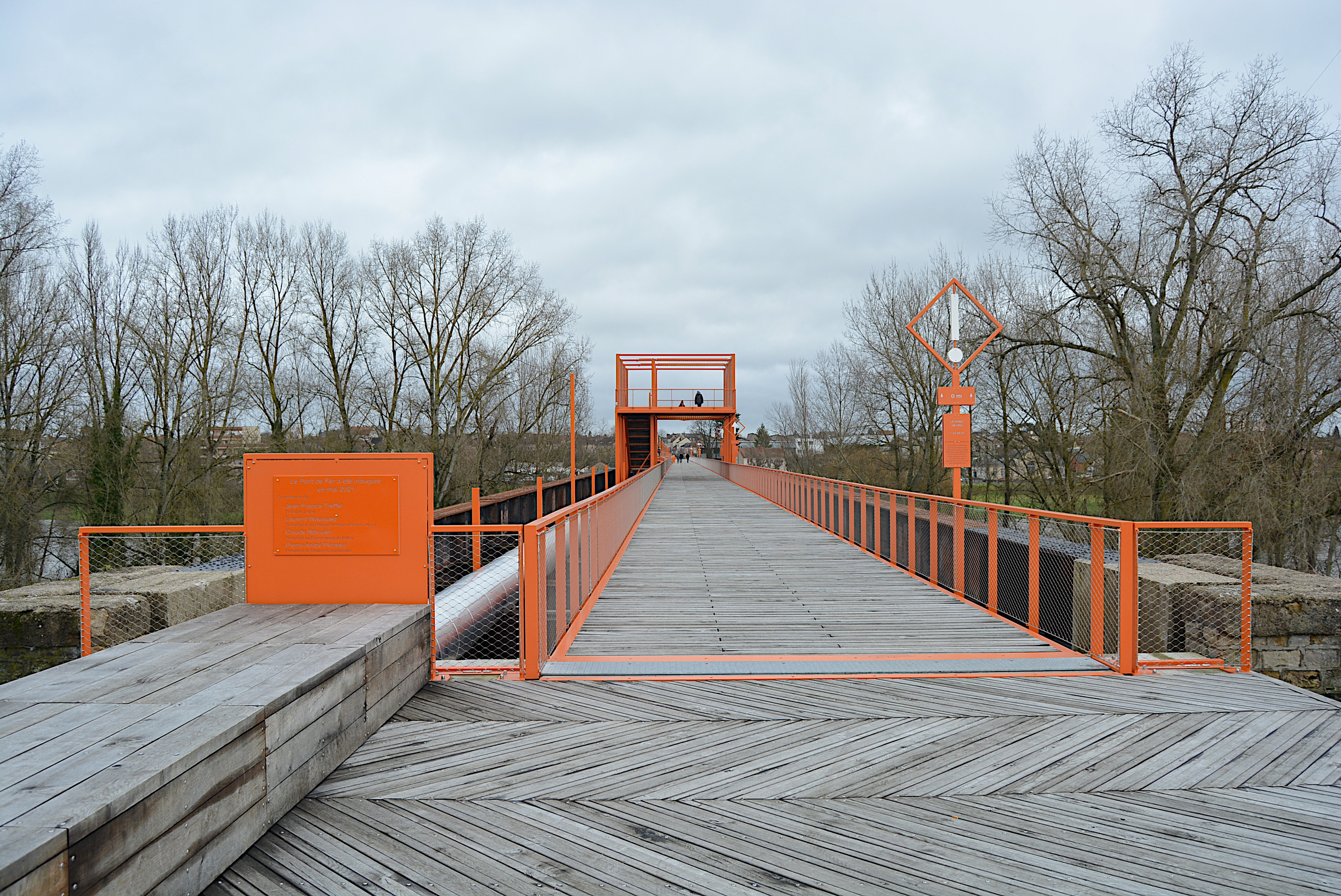
Le pont piétonnier achevé en décembre 2021.

Les travaux ont commencé en mai 2019. Ils prévoient, après retrait de 600 mètres de rails et de traverses, une réparation, un décapage par grenaillage, un traitement anti-corrosion et une peinture de l'ensemble de la structure,. Un renforcement des huit paires de piles sera aussi réalisé et des rampes d'accès seront créées depuis les chemins de halage. Un plancher en chêne local sera boulonné sur la structure. Il est prévu l'installation d'un « balcon belvédère » vitré sur le pont. L'inauguration et l'ouverture du pont piétonnier ont eu lieu le 6 mai 2021 ; les travaux ont coûté 4,2 millions d'euros.